# 帕斯卡环形山
帕斯卡环形山（Pascal）是月球正面北极西部一座古老的大撞击坑，约形成于39.2-38.5亿年前的酒海纪，其名称取自十七世纪法国数学家、工程师、物理学家暨哲学家布莱兹·帕斯卡（1623年-1662年），1964年被国际天文学联合会批准接受。

## 描述

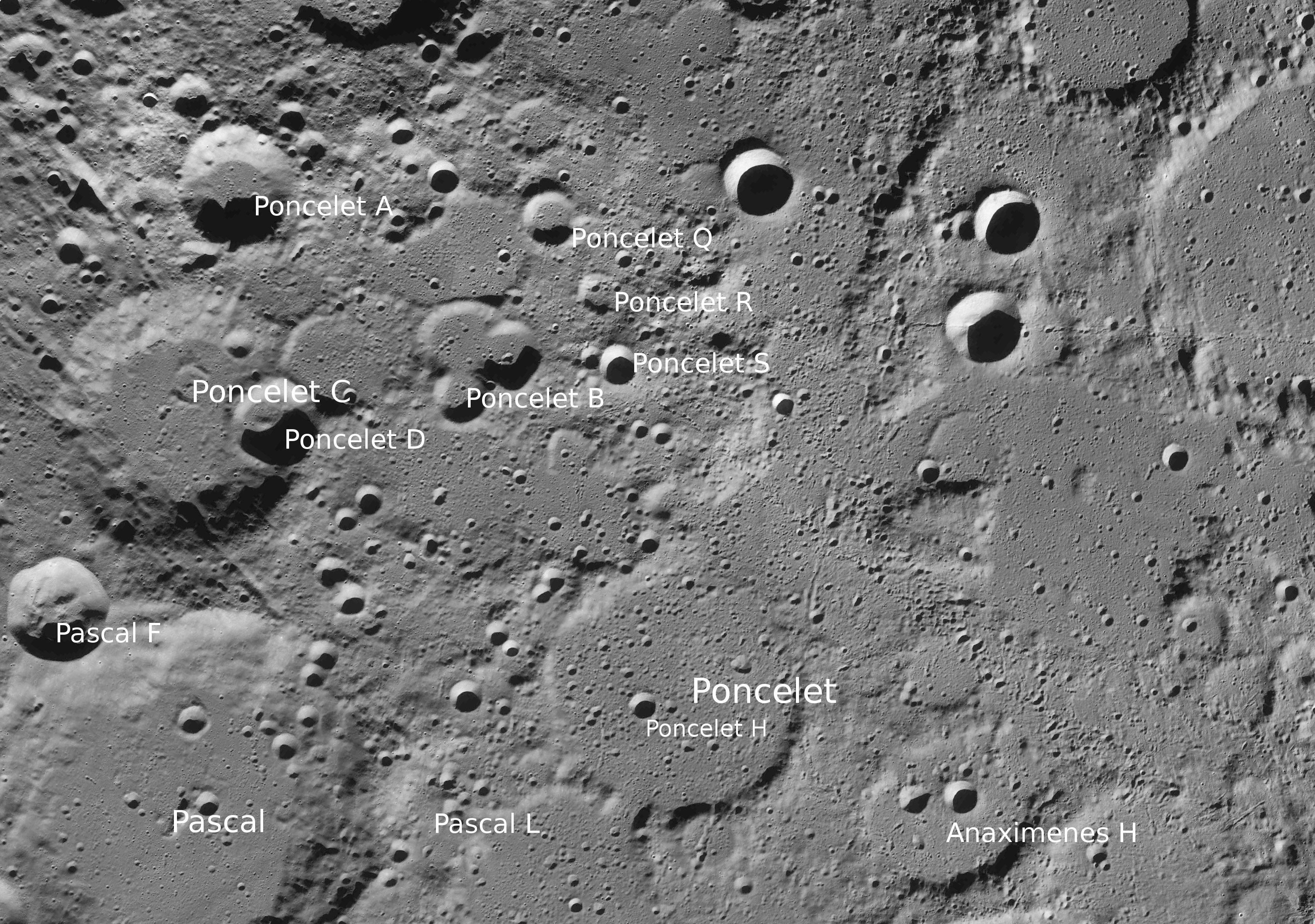
帕斯卡环形山的周边，月球勘测轨道飞行器拍摄。

该陨坑的西侧毗邻布利安生环形山、东北偏东坐落了彭赛列环形山、而已损毁的德扎尔格环形山则位于它的南面。该陨坑中心月面坐标为74°22′N 70°38′W / 74.36°N 70.63°W，直径108.2公里，深度4.63公里。
帕斯卡环形山因撞击侵蚀而变得平缓、钝化，虽然坑壁仍为完整，但坑沿边缘及内壁阶地结构已基本磨损挫平。沿外侧坑壁覆盖有数座撞击坑，其中东北、西南及东南分别切入了卫星坑帕斯卡 F、帕斯卡 A和更小的碗状坑-帕斯卡 G。该陨坑坑壁高出周边地形约1570米，内部容积约为13700立方千米。坑内平坦的地表已被熔岩重塑，中心点附近延伸着一道南北走向的低矮山脊，其北端高约800米。坑底北部及中央山脊东北端各坐落了一座小碗状坑；东北侧内壁上覆盖有一串细小陨坑构成的链坑。
帕斯卡环形山的北面正对着彭赛列 C坑-彭赛列环形山东侧一座被熔岩淹没的卫星坑。该卫星坑底地表切割有数道沟壑，其中一条穿过彭赛列 C的东南壁一直贯穿了帕斯卡环形山的东北壁。
在1964年被国际天文学联合会更名前，该陨坑曾被指名为卫星坑卡彭特 D（所谓的卫星坑标记法：以所靠近的主坑名+字母来命名）。

## 卫星陨石坑
按惯例，最靠近帕斯卡环形山的卫星坑将在月图上以字母标注在它的中心点旁边.

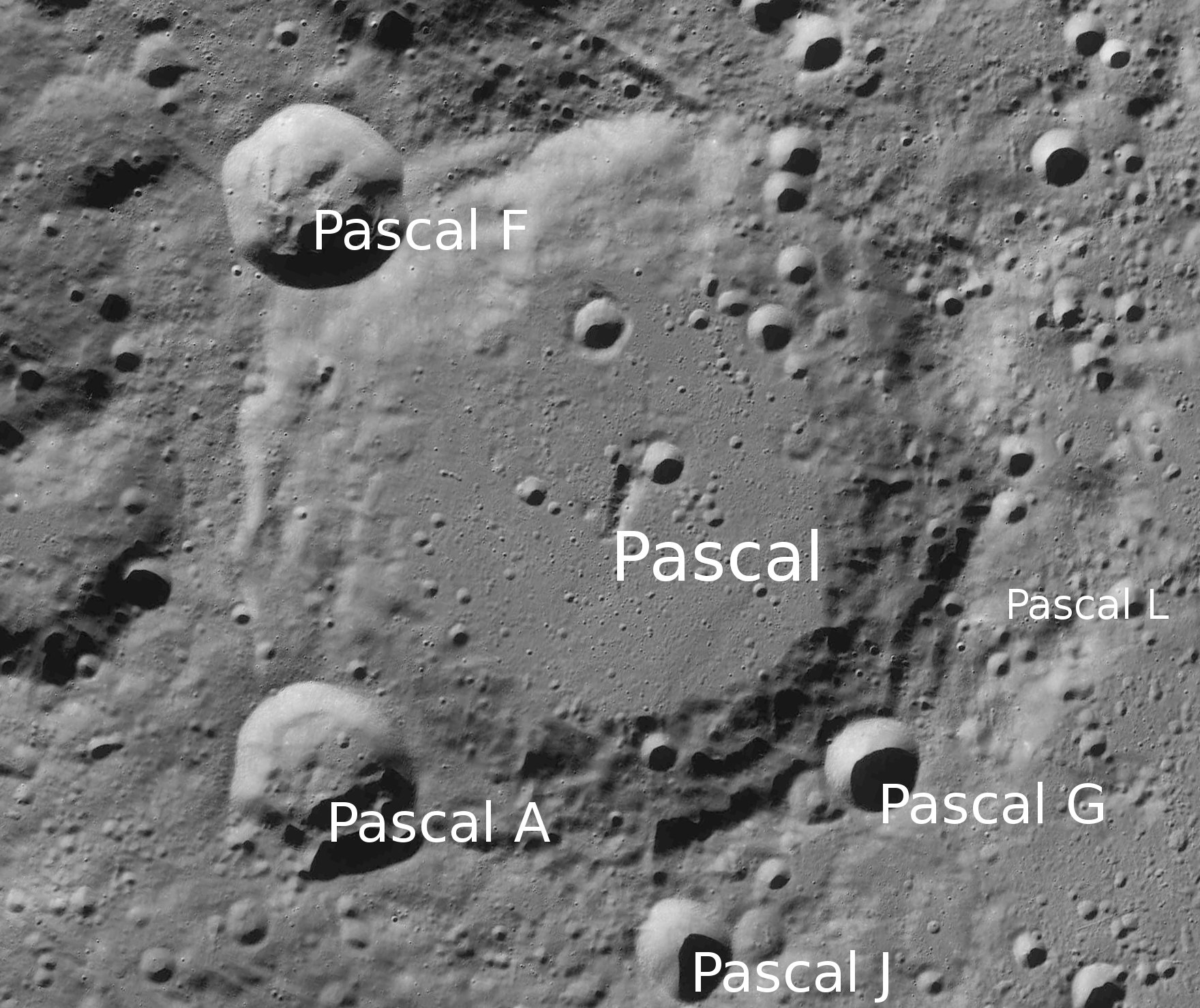
月球勘测轨道飞行器拍摄

| 帕斯卡 | 纬度    | 经度    | 直径    |
| ------ | ------- | ------- | ------- |
| A      | 72.9° N | 74.6° W | 28 公里 |
| F      | 75.6° N | 75.6° W | 27 公里 |
| G      | 73.0° N | 65.7° W | 14 公里 |
| J      | 72.2° N | 69.0° W | 14 公里 |
| L      | 73.8° N | 63.0° W | 15 公里 |

## 参引资料
1. 1 2 3  Lunar Impact Crater Database
2. ↑   (PDF).   [2016-11-19]. （原始内容存档 (PDF)于2013-02-20）.
3. ↑  .   [2016-11-19]. （原始内容存档于2019-12-04）.
4. ↑  .   [2016-11-19]. （原始内容存档于2014-12-18）.
5. ↑  .   [2016-11-19]. （原始内容存档于2018-05-31）.

## 另请参阅
- Andersson, L. E.; Whitaker, E. A. . NASA RP-1097. 1982.
- Blue, Jennifer. . USGS. July 25, 2007  [2007-08-05]. （原始内容存档于2018-12-25）.
- Bussey, B.; Spudis, P. . New York: Cambridge University Press. 2004. ISBN 978-0-521-81528-4.
- Cocks, Elijah E.; Cocks, Josiah C. . Tudor Publishers. 1995. ISBN 978-0-936389-27-1.
- McDowell, Jonathan. . Jonathan's Space Report. July 15, 2007  [2007-10-24]. （原始内容存档于2018-12-25）.
- Menzel, D. H.; Minnaert, M.; Levin, B.; Dollfus, A.; Bell, B. . Space Science Reviews. 1971, 12 (2): 136–186. Bibcode:1971SSRv...12..136M. doi:10.1007/BF00171763.
- Moore, Patrick. . Sterling Publishing Co. 2001. ISBN 978-0-304-35469-6.
- Price, Fred W. . Cambridge University Press. 1988. ISBN 978-0-521-33500-3.
- Rükl, Antonín. . Kalmbach Books. 1990. ISBN 978-0-913135-17-4.
- Webb, Rev. T. W.  6th revised. Dover. 1962. ISBN 978-0-486-20917-3.
- Whitaker, Ewen A. . Cambridge University Press. 1999. ISBN 978-0-521-62248-6.
- Wlasuk, Peter T. . Springer. 2000. ISBN 978-1-85233-193-1.